# Унзельд, Карл Зигфрид
Карл Зигфрид Унзельд (нем. Karl Siegfried Unseld) (28 сентября 1924 года, Ульм — 26 октября 2002 года, Франкфурт-на-Майне, Гессен) — немецкий издатель, директор издательства Suhrkamp Verlag (1959—2002).

## Биография
Зигфрид Унзельд был сыном административного клерка Людвига Унзельда и его жены Марии Магдалены Кегель. Брат Вальтер был на четыре года младше Зигфрида.
Учился в начальной школе в Ульме. В июне 1933 года он вступил в Гитлерюгенд. Там он познакомился с Гансом Шоллем- будущим основателем молодежной антифашистской группы «Белая роза».
С 1935 года Унзельд посещал реальную гимназию (ныне Schubart-Gymnasium) в Ульме, 20 октября 1942 года он оставил школу. На Рождество 1942 года он был призван во флот и обучался на радиста в Аурихе. Летом 1943 года Унзельд был переведен в Крым. Весной 1944 года во время наступления советской армии и флота под Севастополем, Унзельд спасся, выплыв в море, и через несколько часов он был подобран немецким быстроходным катером. В середине мая 1944 года он был в Варне (Болгария), а затем оказался в Греции. Рождество 1944 года он встретил в Ульме.
Унзельд встретил конец войны на Балтике во Фленсбурге (Шлезвиг-Гольштейн). В январе 1946 года он снова приехал в свой родной город, с октября того же года он начал учиться на помощника по торговле книгами в Aegis-Verlag в Ульме.
Летом 1946 года он сдал выпускные экзамены за курс средней школы. Темой его эссе было «Фауст и Вагнер — два человека, два мира».
В сентябре 1947 года Унзельд сдал экзамен на ассистента в Торговой палате Штутгарта. Одним из аудиторов был издатель Пауль Зибек, владелец JCB Mohr Verlag в Тюбингене.
Зибек предпложил ему работу в день экзамена. Унзельд принял предложение и в октябре 1947 года, начал параллельно с работой изучать немецкий язык, философию и библиотечное дело в университете. Учился у философа Вильгельма Вайшеделя (1905—1975).
Унзельд завершил учебу в Тюбингенском университете, защитив диссертацию по творчеству Германа Гессе, тем самым нарушив некоторые правила: до 1951 года было принято исследовать только умерших писателей.
24 июля 1951 года был завершен процесс докторантуры, и Унзельд получил ученую степень доктора философии. Вальтер Йенс, Герхард Шторц, Йоханнес Поэтен, Петер Меуэр и Мартин Вальзер учились вместе с ним в докторантуре Бейснера .
В том же году Зигфрид начал работать продавцом книг в Хайденхайме-ан-дер-Бренц. 23 октября состоялась первая встреча Питера Зуркампа и Зигфрида Унзельда, а 7 января 1952 года Унзельд начал работать у Зуркампа.
В июле-августе 1955 года Унзельд совершил поездку в США, посещал семинары Генри Киссинджера в Гарвардской летней школе искусств и наук.
Примерно в 1955 году у Зигфрида завязался длительный роман с Коринн Пульвер, сестрой актрисы Лизелотты Пульвер. От Корин у него родилась дочь Нинон Пульвер (1959), ныне юрист в Женеве (Нинон — это имя третьей жены писателя Германа Гессе).
1 января 1958 года Унзельд стал партнером издателя Зуркампа. В эти годы он поддерживал тесные контакты почти со всеми участниками «Группы 47» (объединения немецких писателей).
После смерти Питера Зуркампа в 1959 году Унзельд стал единственным издателем Suhrkamp Verlag.
19 февраля 1963 года компания Suhrkamp Verlag приобрела издательство Insel Verlag (во Франкфурт-на-Майне) задним числом до 1 января у Ютты фон Хеслер.
1 июля того же года Унзельд купил юридическое издательство Lutzeyer в Баден-Бадене. Самым важным активом Suhrkamp Verlag была типография Lutzeyer. Это издательство до сих пор работает под названием Nomos Verlag (греч .: светское право).
В 1968 году произошел конфликт между Унзельдом и редакторами издательства Suhrkamp (включая Вальтера Бёлиха, Урса Видмера, Карлхайнца Брауна, Клауса Райхерта и Питера Урбана). В духе движения 1968 года они требовали большего единодушия и требовали создания «Lektoratsammlung», который должен принимать все важные решения. В этом случае Унзельд фактически был бы лишен полномочий как издатель. При поддержке известных авторов Унзельду удалось сохранить свою власть (это описывается в книге «Chronik der Lektoren. Von Suhrkamp zum Verlag der Autoren»).
С момента строительства Берлинской стены Унзельд приглашал издательства из ГДР на Франкфуртскую книжную ярмарку, но им это не разрешалось много лет.
28 сентября 1974 года 50-летие Унзельда с размахом отпраздновали в Кенигштайне, последнем месте жительства Зуркампа. Было приглашено почти 250 гостей, главным спикером выступил философ Эрнст Блох, а музыкальное сопровождение вечера — итальянская певица Мильва, исполнившая песни с брехтовскими текстами.
Deutscher Klassiker Verlag (Немецкое издательство классиков) было основано 1 июля 1981 года как дочернее издательство основного издательства. Унзельд созвал комиссию, состоящую из профессоров Райнхарда Бринкманна, Вольфганга Фрювальда, Рейнхарта Козеллека, Йохена Шмидта и Альбрехта Шёне для наблюдения за редакционным планом. Первые тома стали выходить с 1985 года.

## Семья
14 апреля 1951 года Унзельд женился на учительнице домоводства Хильдегард Шмид в Ульм-Минстере. Помимо близнецов, которые умерли очень рано, у них родился сын, будущий издатель Иоахим Унзельд.
В 1985 году Зигфрид Унзельд развелся с супругой. В 1990 году Унзельд женился на писательнице и бывшей актрисе Улле Беркевич.
1 января 1988 года Иоахим Унзельд присоединился к Suhrkamp Verlag в качестве равноправного партнера своего отца. Но через короткое время между отцом и сыном произошел ожесточенный конфликт. Иоахим Унзельд покинул издательство в 1991 году. Спор был связан с растущим влиянием Уллы Беркевич на Suhrkamp Verlag.
Как владелец Insel Verlag, Унзельд зарегистрировал свои права на восточногерманский Insel Verlag в Лейпциге в 1990 году.
Unseld также активно участвовал в так называемых процессах «plus edition»: западногерманские издатели требовали плату, потому что издатели ГДР напечатали более объемные тиражи, чем согласованные для лицензионных изданий Западной Германии. В конечном итоге долги пришлось выплатить 1: 1 в немецких марках.
В 1999 году швейцарская Volkart Holding AG (член совета директоров: Андреас Рейнхарт) продала часть своих акций в Suhrkamp KG и Suhrkamp Verlagsleitung GmbH компании Унзельд. Это, наконец, дало ему абсолютное большинство (51 %) компании после передачи 20 % акций компании в Suhrkamp KG своему сыну несколькими годами ранее. Поскольку после спора с сыном он больше не мог стать его преемником, Унзельд в 1999 году основал Фонд семьи Зигфрида и Уллы Унзельд.
В начале 2002 года Зигфрид Унзельд тяжело заболел, летом перенес сердечный приступ и скончался в ночь с 25 на 26 октября 2002 года в возрасте 78 лет в своем доме во Франкфурте. Свое последнее пристанище он нашел на главном кладбище Франкфурта.

## Награды
- Памятная медаль Германа Гессе (1967)
- Орден «За заслуги перед Федеративной Республикой Германия» (Крест 1 степени; 1973)[7]
- Медаль Гёте (Франкфурт-на-Майне; 1977)
- Орден «За заслуги перед Федеративной Республикой Германия» (Большой крест заслуг; 1979)
- Звание почётного доктора Университета Вашингтона в Сент-Луисе (1980)
- Медаль Вильгельма Лёйшнера (Гессен; 1981)
- Премия Рикарды Хух (Дармштадт; 1984)
- Звание почетного доктора Франкфуртского университета имени Иоганна Вольфганга Гёте (1985)
- Орден «За заслуги перед землёй Гессен» (1990)
- Орден «За заслуги перед Федеративной Республикой Германия» (Большой крест заслуг со звездой; 1993)
- Premio Editore Europeo (1999)[8]
- Звание почетного доктора Хайдарабадского университета (1999)
- Премия земли Гессен в области культуры (1999)
- Золотая медаль Гёте общества Гёте в Веймаре (1999)
- Медаль «За заслуги перед землёй Баден-Вюртемберг» (2000)
- ордена искусств и литературы (кавалер; Франция; 2001)
- Звание почётного гражданина Франкфурта-на-Майне (29 августа 2002)
- Медаль Германа Гессе (Кальв; 2002)

## Память
В память об издателе Фонд Зигфрида Унзельда с 2004 года вручает премию Зигфрида Унзельда.